# قائمة البعثات الدبلوماسية في إستونيا

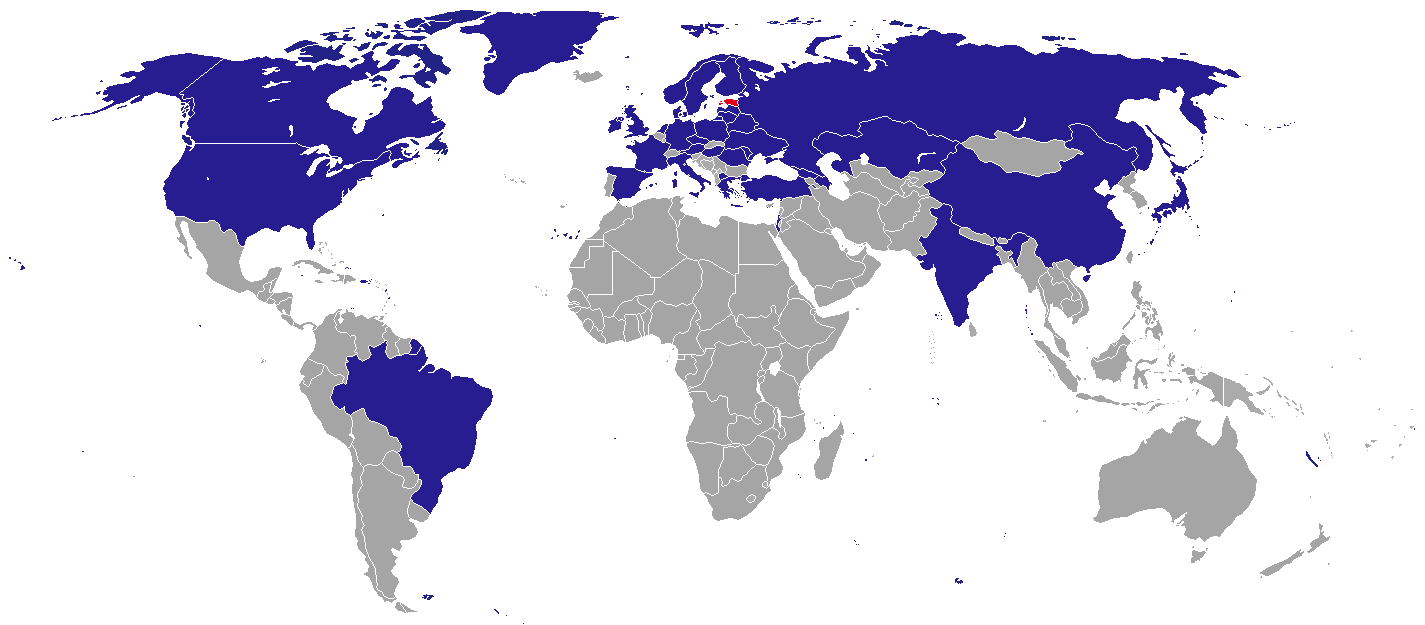
البعثات الدبلوماسية في إستونيا.

فيما يلي قائمة البعثات الدبلوماسية في إستونيا. حاليا، توجد في العاصمة تالين 33 سفارة. العديد من الدول الأخرى لديها سفراء معتمدون في إستونيا، ومعظمهم يقيمون في عواصم بلدان الشمال الأوروبي.

## السفارات
تالين
| - النمسا - أذربيجان - بيلاروس - البرازيل - الصين - جمهورية التشيك - الدنمارك - فنلندا - فرنسا - جورجيا - ألمانيا - اليونان - المجر - أيرلندا - إيطاليا - اليابان | - كازاخستان - لاتفيا - ليتوانيا - مولدوفا - هولندا - مقدونيا - النرويج - بولندا - رومانيا - روسيا - إسبانيا - السويد - تركيا - أوكرانيا - المملكة المتحدة - الولايات المتحدة |

### معرض صور

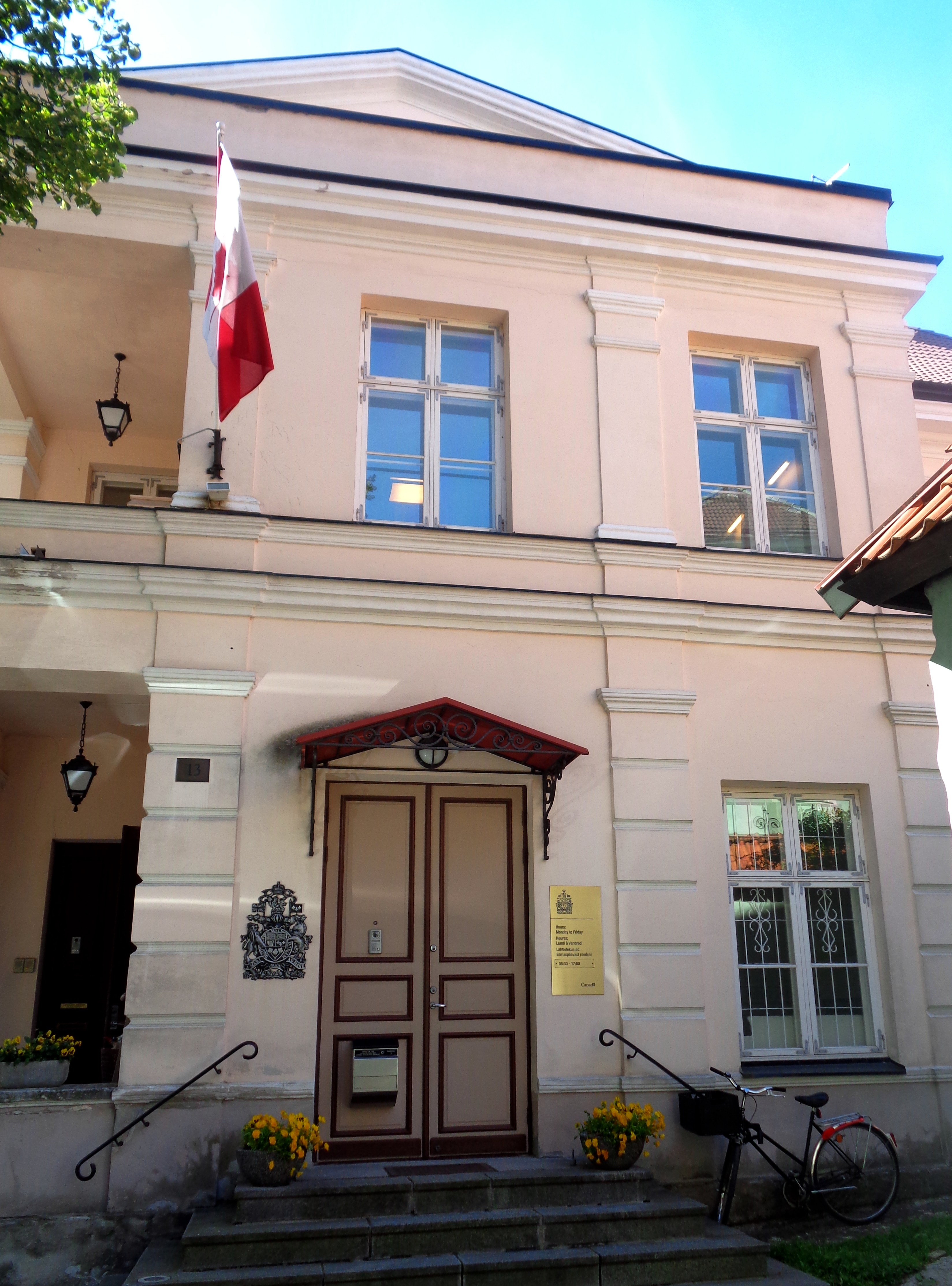
كندا
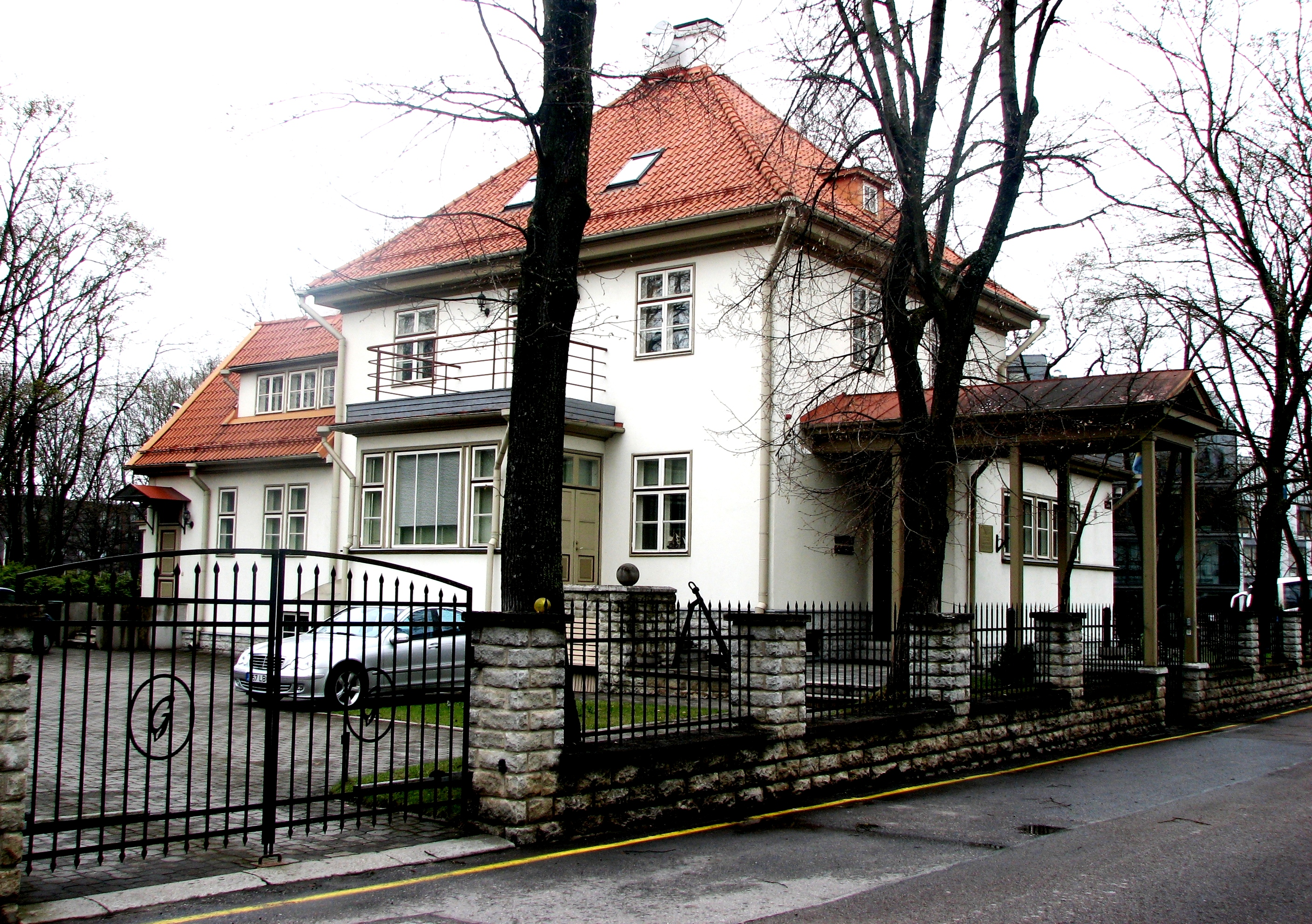
جمهورية التشيك
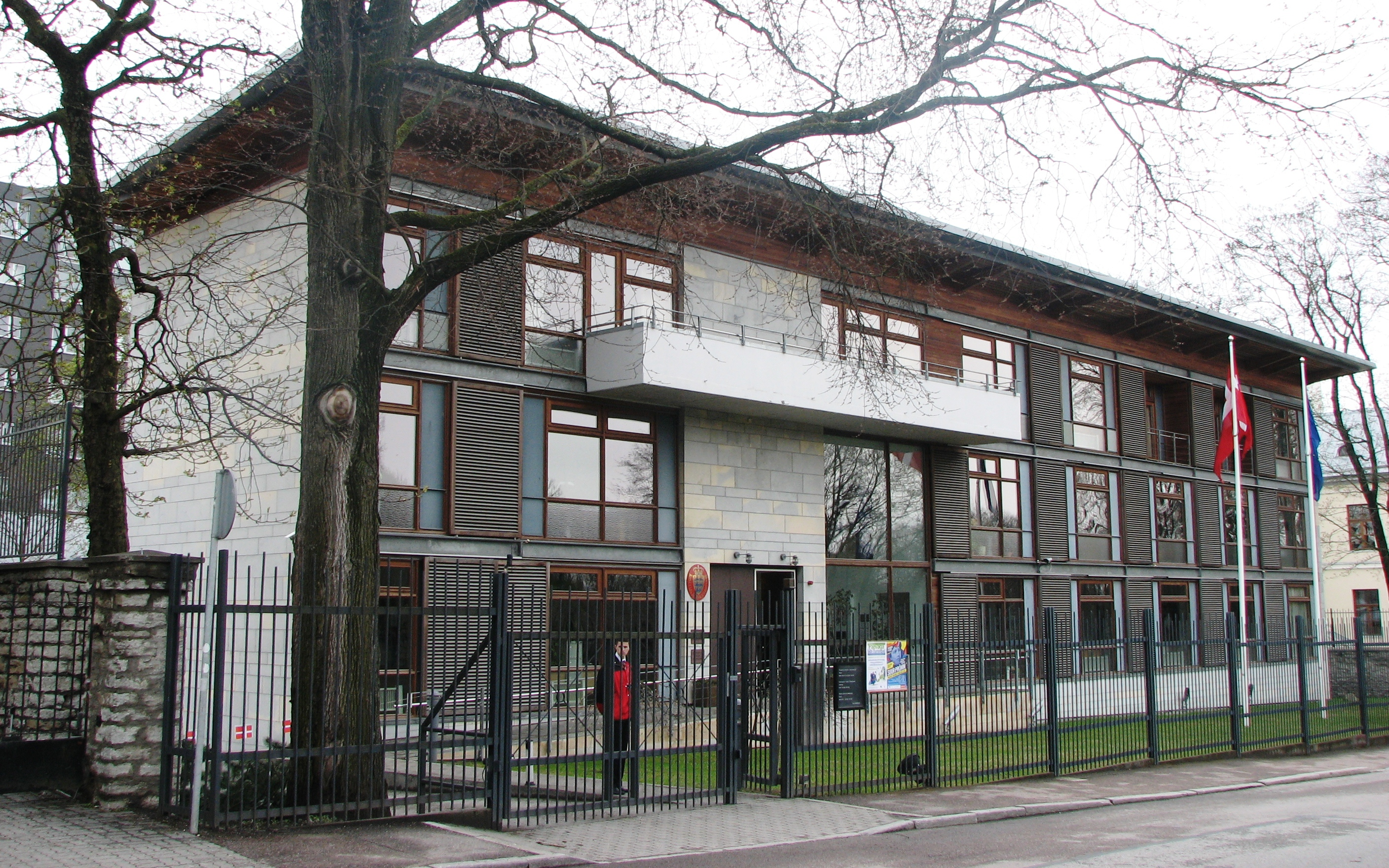
الدنمارك
فنلندا
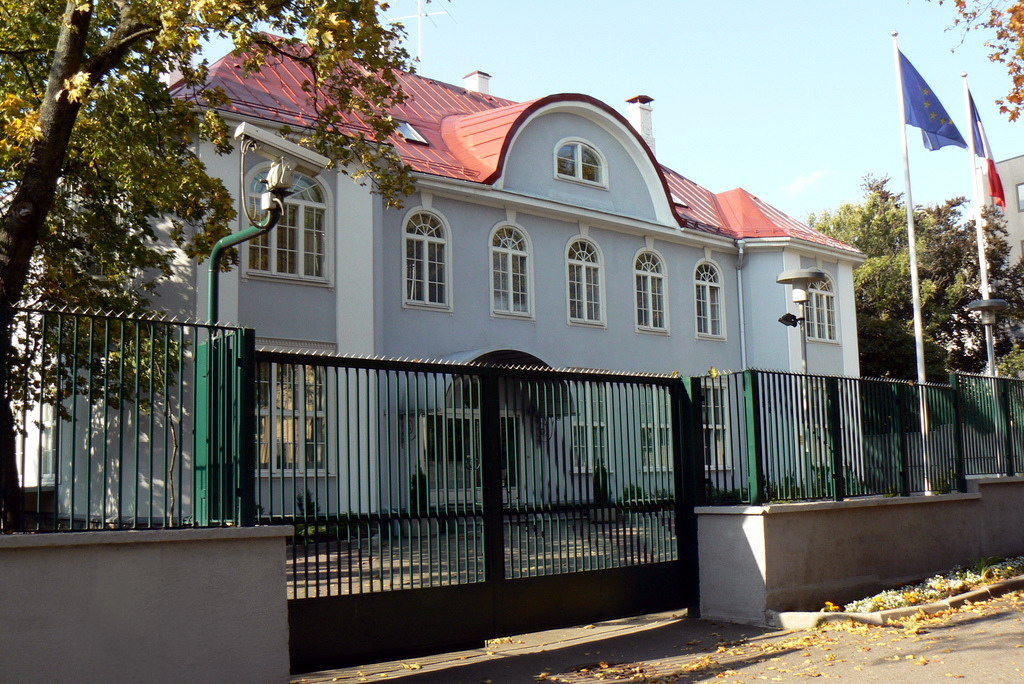
فرنسا
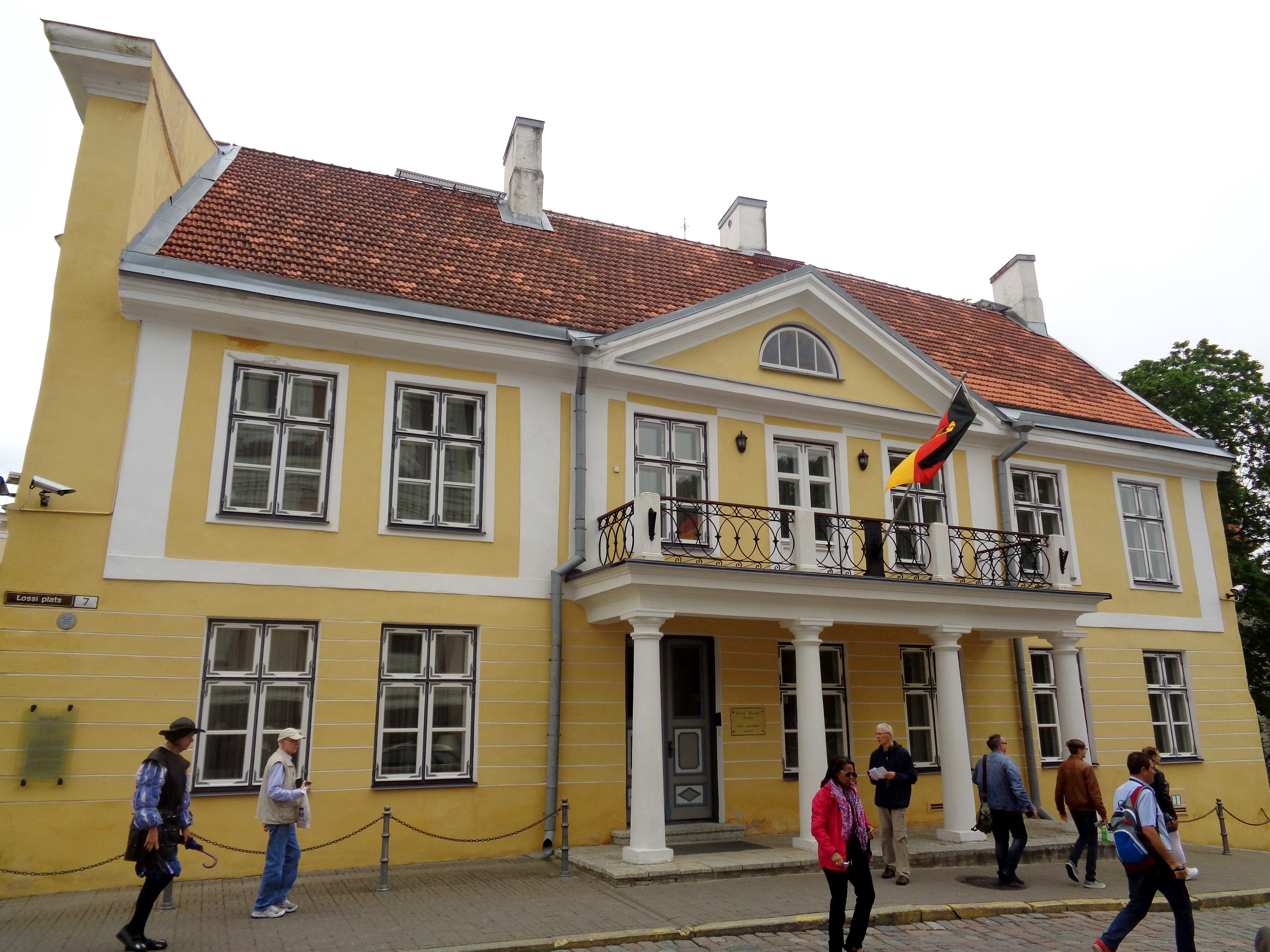
ألمانيا
اليابان
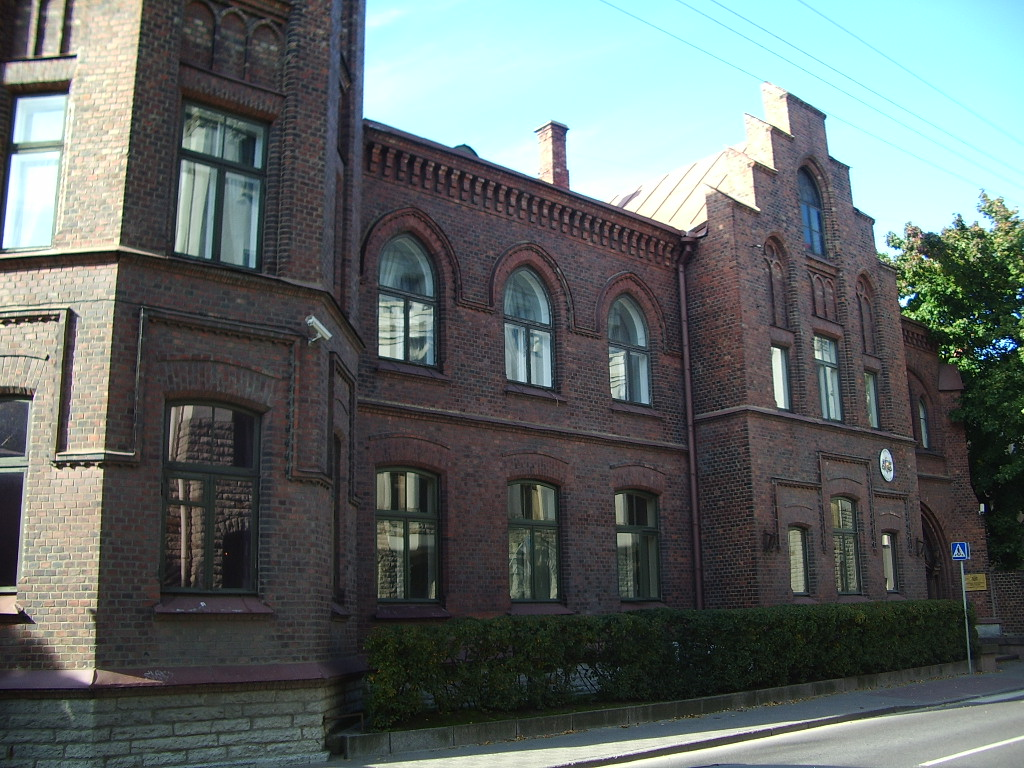
لاتفيا
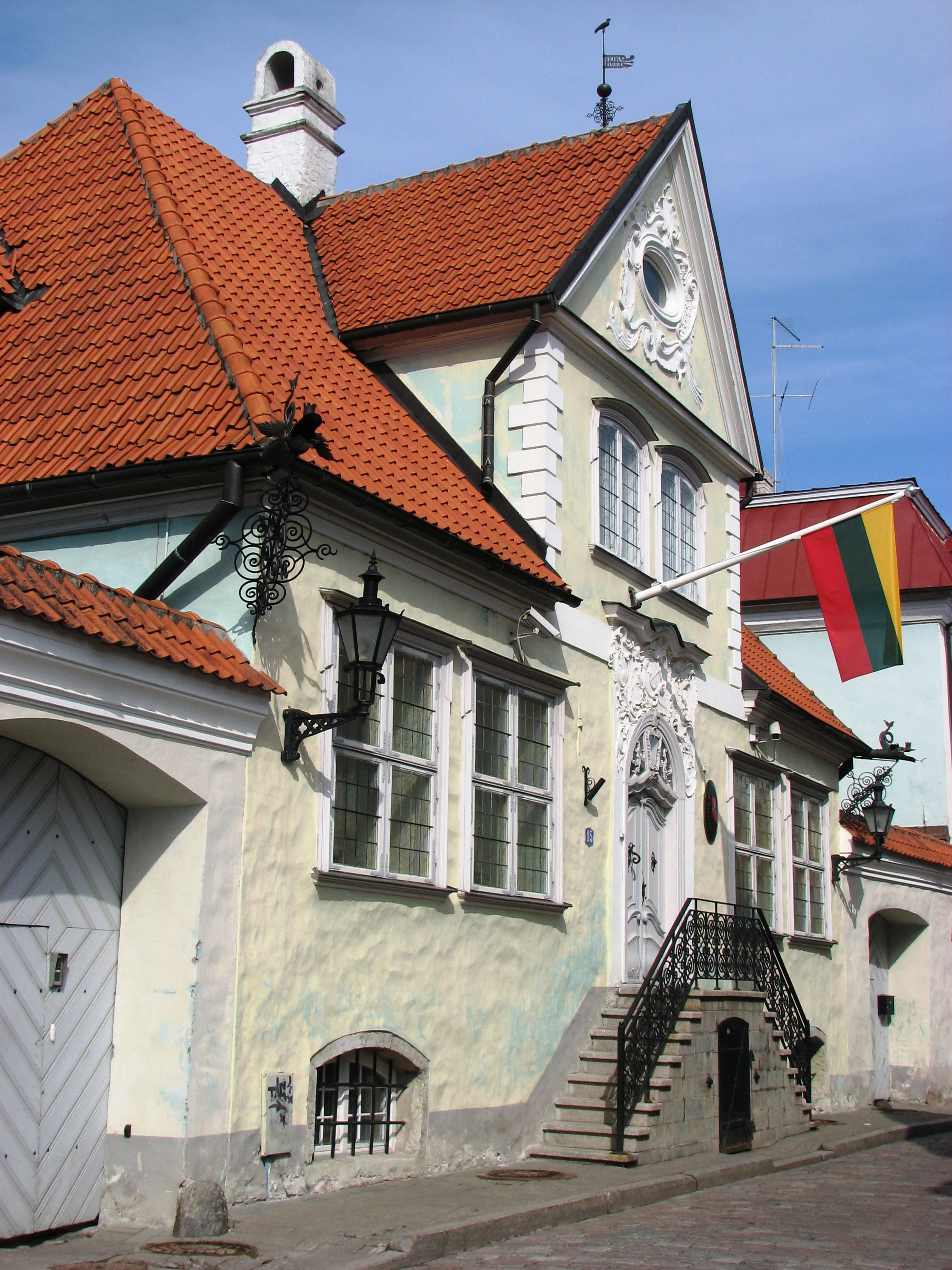
ليتوانيا
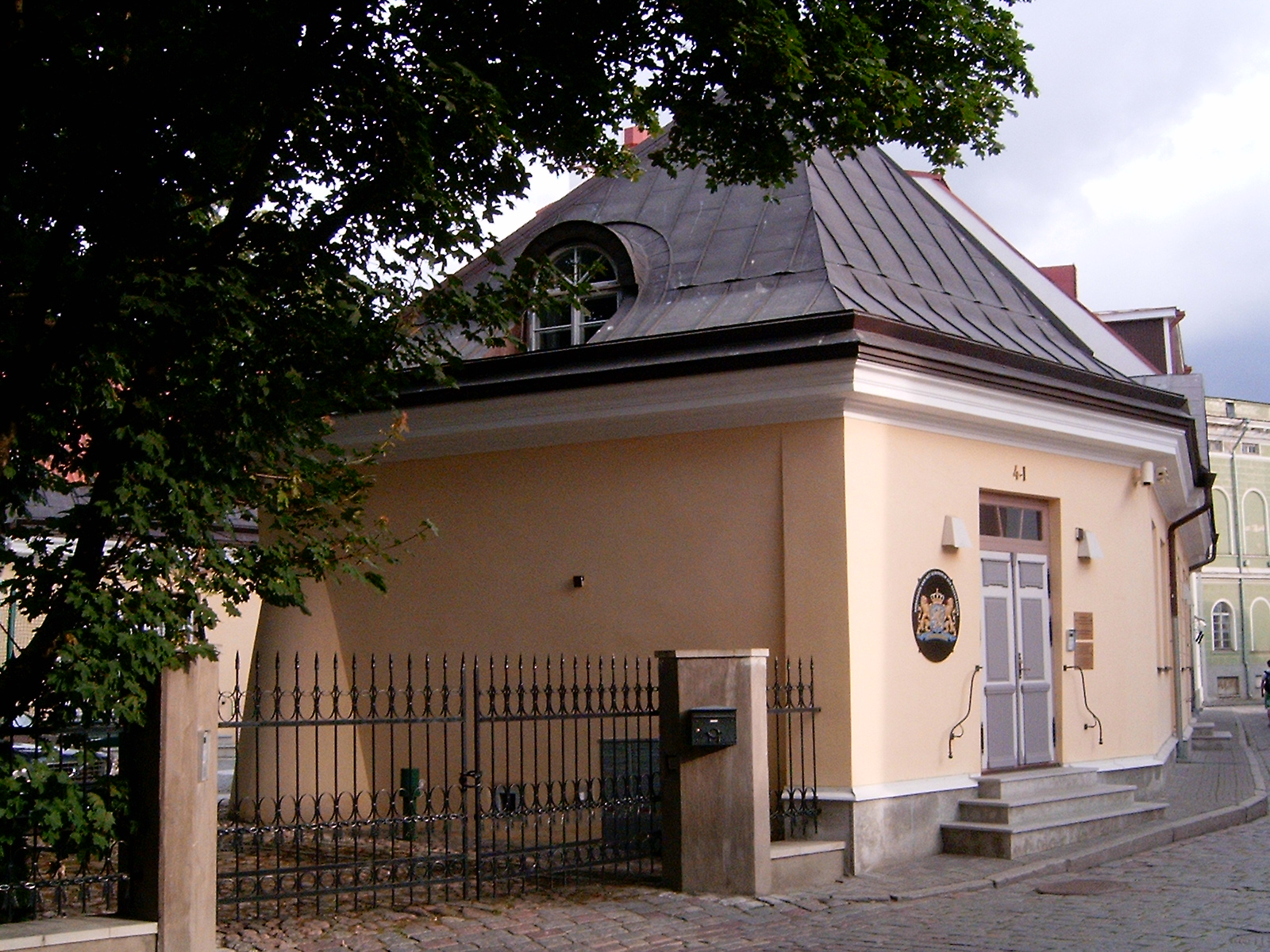
هولندا
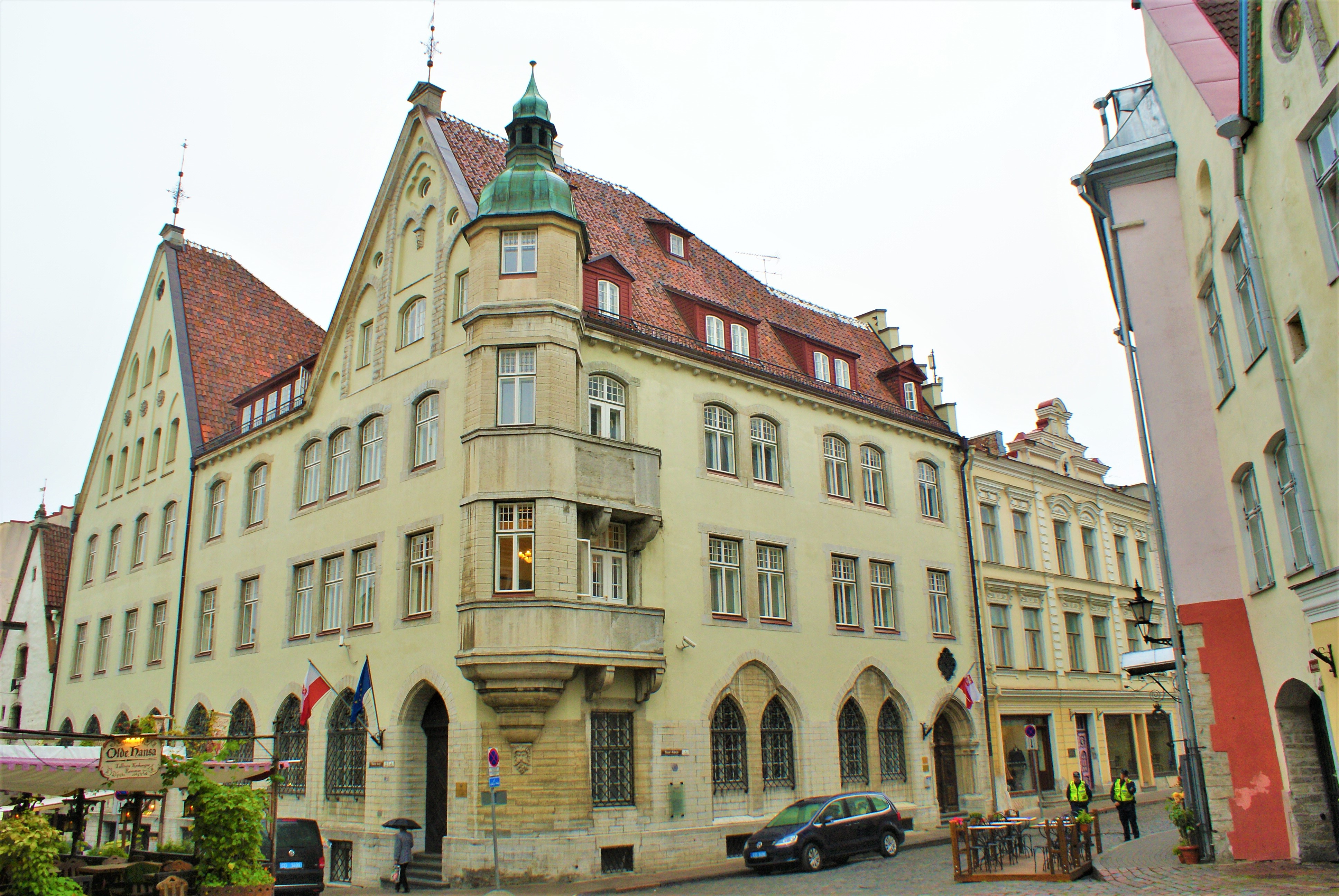
بولندا
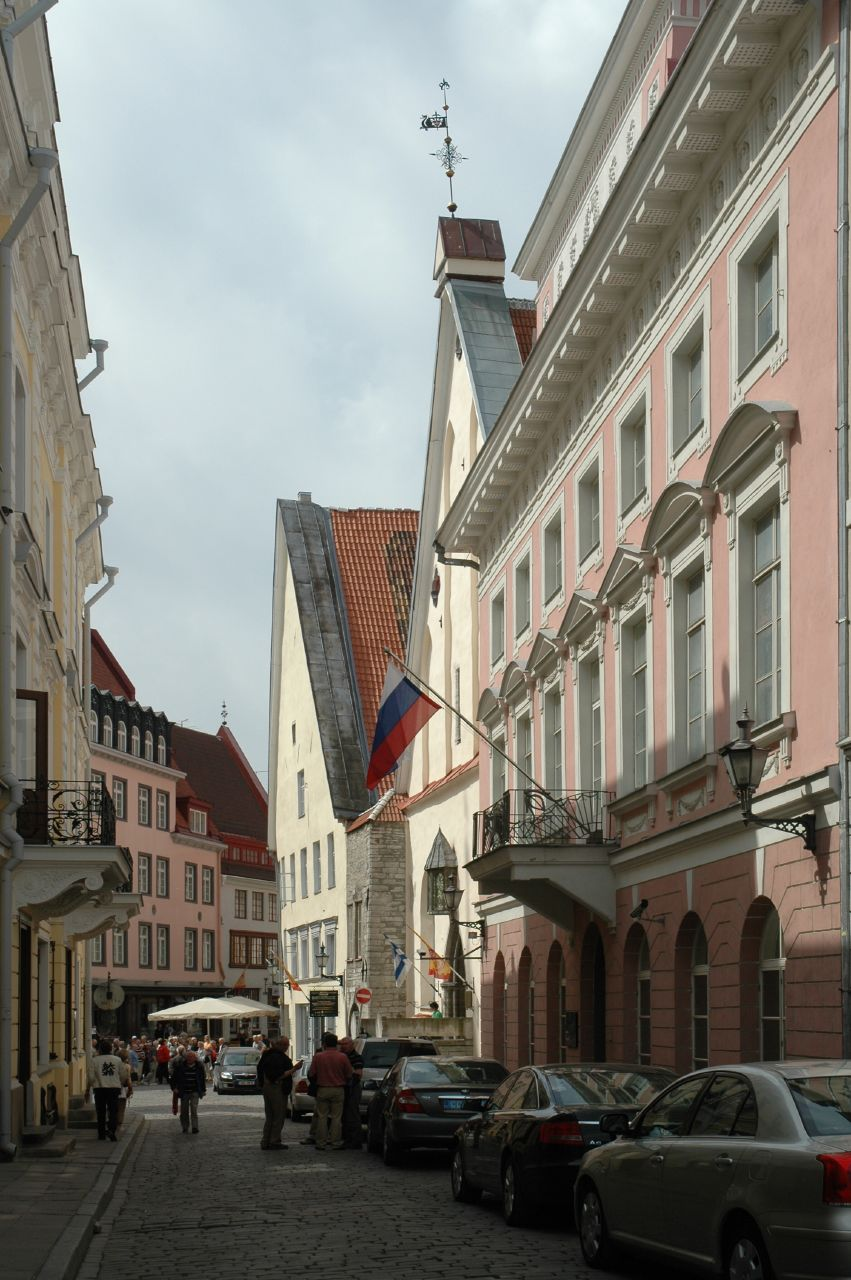
روسيا
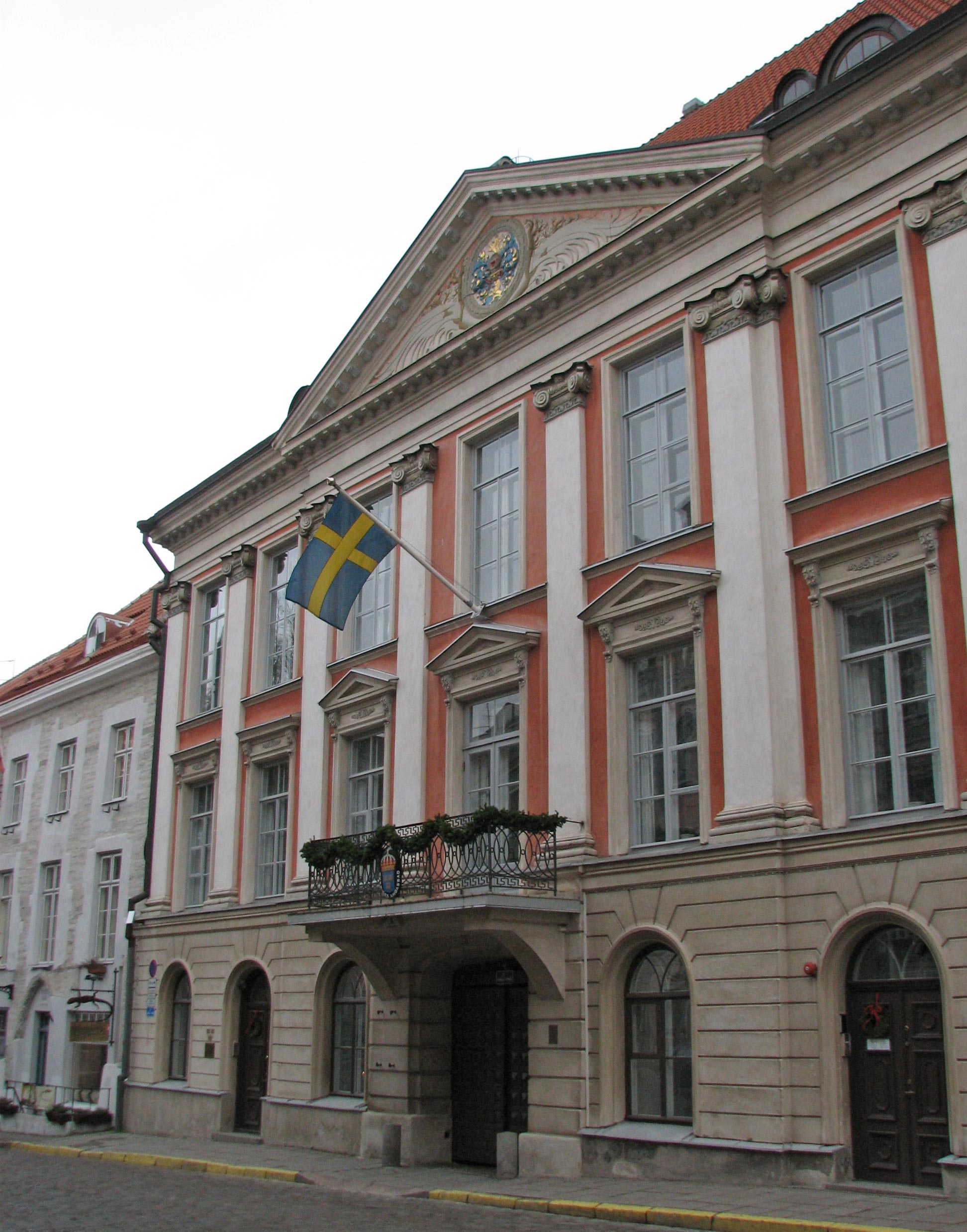
السويد
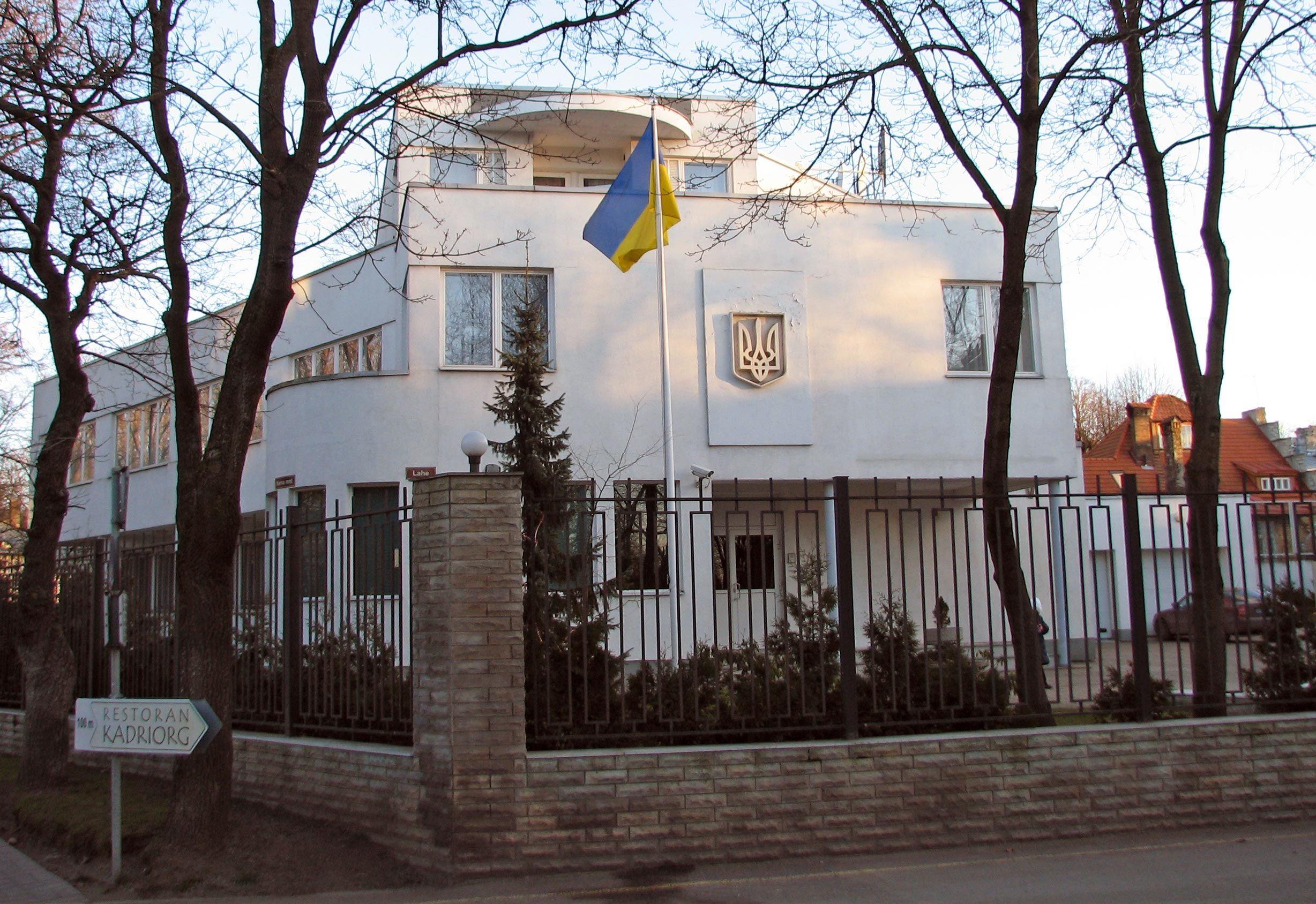
أوكرانيا

## قنصليات عامة

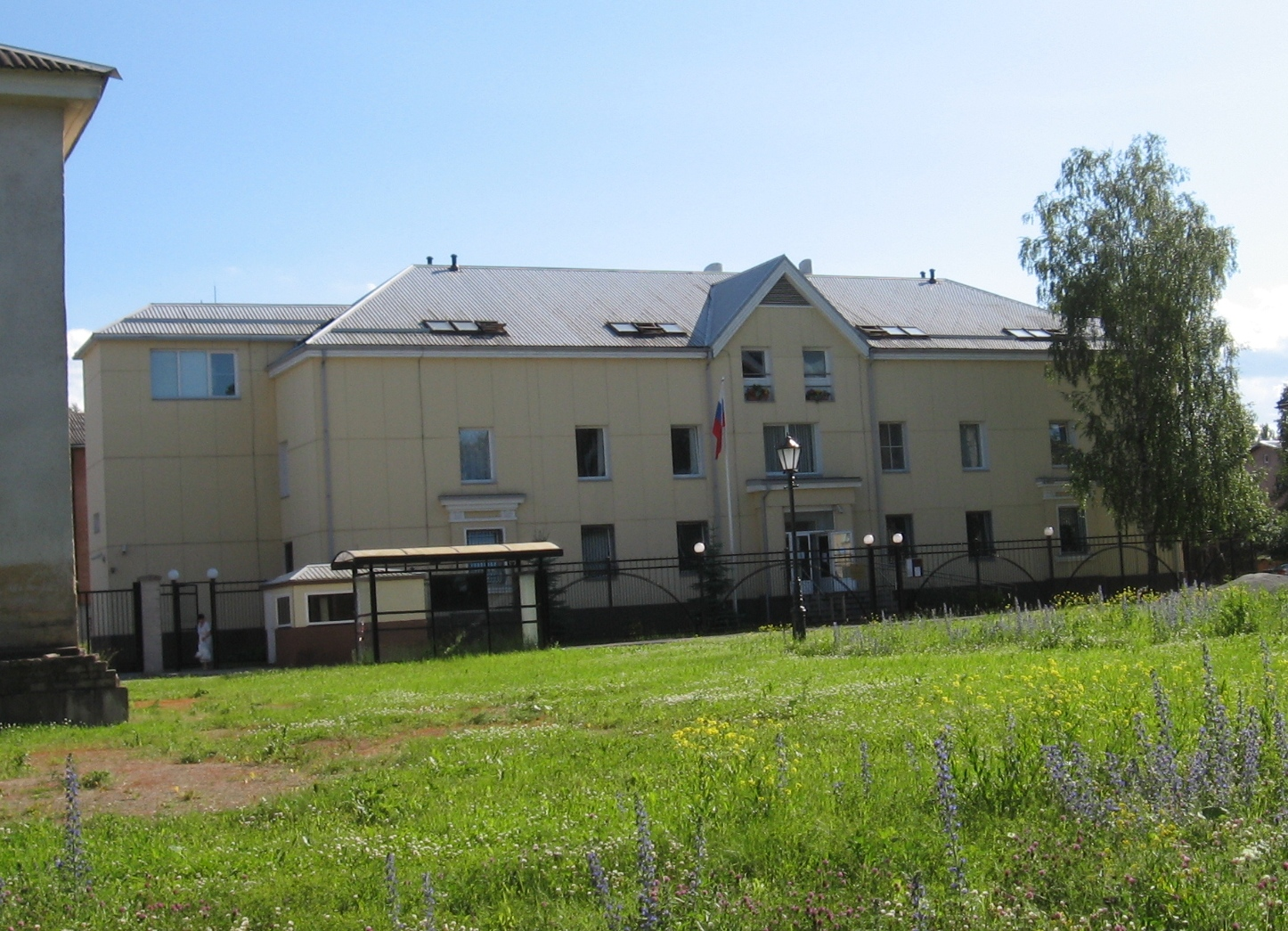
القنصلية العامة لروسيا في نارفا

- كازاخستان (تالين)
- روسيا (نارفا)
- روسيا (تارتو)

## سفارات غير مقيمة
| هلسنكي: - الأرجنتين - بلجيكا - بلغاريا - تشيلي - كرواتيا - كوبا - قبرص - مصر - آيسلندا - الهند - إندونيسيا - إيران - العراق - إسرائيل - ماليزيا - المكسيك - المغرب - نيكاراغوا - بيرو - البرتغال - السعودية - صربيا - سلوفاكيا - جنوب إفريقيا - كوريا الجنوبية - تايلاند - تونس - أوروغواي - فيتنام | ستوكهولم: - أنغولا - أستراليا - بوليفيا - البوسنة والهرسك - بوتسوانا - السلفادور - كوسوفو - لاوس - منغوليا - سريلانكا - السودان - تنزانيا - الإمارات العربية المتحدة - زامبيا | وارسو: - أفغانستان - ألبانيا - الجزائر - كولومبيا - لبنان - الجبل الأسود - نيوزيلندا - باكستان - بنما - الفلبين - سلوفينيا موسكو: - كمبوديا - غينيا - قطر | برلين: - بوركينا فاسو - الإكوادور - غانا - غواتيمالا - الكويت - مالاوي - موريتانيا - ميانمار - باراغواي - توغو كوبنهاغن: - بنغلاديش - بنين - نيبال مينسك: - قرغيزستان - طاجيكستان - تركمانستان ريغا: - كندا - سويسرا فيلنيوس: - أرمينيا - الفاتيكان | إقليم بروكسل العاصمة: - إثيوبيا - هندوراس أخرى : - أندورا (أندورا لا فيلا) - البحرين (باريس) - الأردن (لاهاي) - لوكسمبورغ (براغ) - مالطا (فاليتا) - نيجيريا (كييف) - سلطنة عمان (لندن) - سان مارينو (مدينة سان مارينو) - فنزويلا (أوسلو) |

## سفارات سابقة
- بلجيكا
- المجر
- البرتغال